# Khadija Jaballah
Khadija Jaballah, née le 10 janvier 1974, est une athlète handisport tunisienne, active principalement dans les épreuves de lancer dans la catégorie F58.
Elle concourt dans trois épreuves lors des Jeux paralympiques d'été de 2000 à Sydney, remportant deux médailles d'argent, au lancer du disque et au lancer du poids.
Lors des Jeux paralympiques d'été de 2012 à Londres, elle sert de guide à Abderrahim Zhiou lors de l'épreuve du marathon T12 à l'issue de laquelle il remporte une médaille de bronze.